# 5899 Jedicke
Jedicke (asteroide 5899) é um asteroide da cintura principal, a 1,7030172 UA. Possui uma excentricidade de 0,1169566 e um período orbital de 978,25 dias (2,68 anos).
Jedicke tem uma velocidade orbital média de 21,44738084 km/s e uma inclinação de 24,00717º.
Este asteroide foi descoberto em 9 de janeiro de 1986 por Carolyn Shoemaker.